# Jiří Hochmann
Jiří Hochmann (ur. 10 stycznia 1986 w Brnie) – czeski kolarz torowy i szosowy, dwukrotny medalista mistrzostw świata i Europy w kolarstwie torowym.

## Kariera
Pierwszy sukces w karierze Jiří Hochmann osiągnął w 2003 roku, kiedy zdobył brązowe medale torowych mistrzostw Europy juniorów w sprincie drużynowym i wyścigu punktowym. W 2008 roku wywalczył brązowe medale mistrzostw świata U-23 w scratchu i wyścigu punktowym. Największe sukcesy osiągał jednak wspólnie z Martinem Bláhą w madisonie. W 2009 roku podczas mistrzostw świata w Pruszkowie wywalczyli brązowy medal, ulegając tylko Duńczykom i Australijczykom. Dwa lata później, na mistrzostwach świata w Apeldoorn zajęli drugie miejsce za Australijczykami. Ponadto na mistrzostwach Europy w Pruszkowie w 2010 roku i mistrzostwach Europy w Poniewieżu w 2012 roku zdobywali złote medale.